# Anyar (Anyar)
Anyar is een bestuurslaag in het regentschap Serang van de provincie Banten, Indonesië. Anyar telt 8367 inwoners (volkstelling 2010).